# پخش‌کننده گرمایی
پخش‌کننده گرمایی(به انگلیسی: Heat spreader) یک مبدل گرمایی که میان سطح جسم گرم و مبدل گرمایی اصلی قرار میگیرد که از جنس بهتر و ابعاد مناسب تری نسبت سطح جسم اولیه تشکیل می‌شود که معمولاً صفحه ساده ای از جنس فلز مس یا آلومینیوم یا فلزاتی با رسانندگی گرمایی بالا ساخته می‌شوند.معمولاً زمانی از پخش‌کننده گرمایی استفاده می‌شود که مبدل گرمایی اصلی نتواند به خوبی گرما را منتقل کند و استفاده از پخش‌کننده راندمان را افزایش دهد.
- دو ماژول حافظه که در پخش‌کننده‌های حرارتی آلومینیومی قرار گرفته‌اند
- مقایسه‌ی کنار هم پخش‌کننده‌های گرمای مجتمع AMD (وسط) و Intel (کناره‌ها) که در ریزپردازنده‌هایشان رایج است.
- پردازنده AMD Athlon 64 X2 6000+ (ADA6000IAA6CZ، ویندزور)، که پخش‌کننده گرما از آن جدا شده است (همچنین به عنوان delidding شناخته می‌شود) [۲]